# Romain Barras
Romain Barras (ur. 1 sierpnia 1980 w Calais) – francuski lekkoatleta specjalizujący się w wielobojach.
Pierwszy międzynarodowy sukces odniósł w 2001 roku zajmując czwarte miejsce w młodzieżowych mistrzostwach Europy. Dwa lata później tryumfował na uniwersjadzie. Trzynasty zawodnik igrzysk olimpijskich w Atenach.  W 2005 sięgnął po złoto na igrzyskach śródziemnomorskich i zajął siódme miejsce w mistrzostwach świata. W Göteborgu podczas czempionatu Starego Kontynentu (2006) był ósmy. Ponownie siódme miejsce w mistrzostwach świata zajął w 2007 roku. Igrzyska olimpijskie w Pekinie przyniosły mu piąte miejsce. W Berlinie był dwunasty na mistrzostwach świata w sierpniu 2009. Złoty medalista mistrzostw Europy z Barcelony (2010). Jedenasty wieloboista mistrzostw świata z 2011. Z powodu kontuzji nie wystąpił na igrzyskach olimpijskich w Londynie (2012). W 2016 zajął dalsze miejsce podczas rozgrywanych w Amsterdamie mistrzostw Europy.
Zwyciężał w pucharze Europy w wielobojach. Stawał na podium mistrzostw Francji.
Rekord życiowy: siedmiobój – 5895 pkt. (12 lutego 2006, Praga); dziesięciobój – 8453 pkt. (29 lipca 2010, Barcelona).

## Osiągnięcia
| Rok  | Impreza                                | Miejsce    | Konkurencja   | Lokata      | Wynik     |
| ---- | -------------------------------------- | ---------- | ------------- | ----------- | --------- |
| 2001 | Młodzieżowe mistrzostwa Europy         | Amsterdam  | dziesięciobój | 4. miejsce  | 7821 pkt. |
| 2001 | Uniwersjada                            | Pekin      | dziesięciobój | 5. miejsce  | 7876 pkt. |
| 2003 | Superliga pucharu Europy w wielobojach | Bressanone | dziesięciobój | 1. miejsce  | 8008 pkt. |
| 2003 | Uniwersjada                            | Daegu      | dziesięciobój | 1. miejsce  | 8196 pkt. |
| 2004 | Superliga pucharu Europy w wielobojach | Tallinn    | dziesięciobój | 6. miejsce  | 7766 pkt. |
| 2004 | Igrzyska olimpijskie                   | Ateny      | dziesięciobój | 13. miejsce | 8067 pkt. |
| 2005 | Igrzyska śródziemnomorskie             | Almería    | dziesięciobój | 1. miejsce  | 8127 pkt. |
| 2005 | Mistrzostwa świata                     | Helsinki   | dziesięciobój | 7. miejsce  | 8087 pkt. |
| 2006 | Superliga pucharu Europy w wielobojach | Arles      | dziesięciobój | 1. miejsce  | 8416 pkt. |
| 2007 | Halowe mistrzostwa Europy              | Birmingham | siedmiobój    | 6. miejsce  | 5883 pkt. |
| 2007 | Mistrzostwa świata                     | Osaka      | dziesięciobój | 7. miejsce  | 8262 pkt. |
| 2008 | Superliga pucharu Europy w wielobojach | Hengelo    | dziesięciobój | 2. miejsce  | 7974 pkt. |
| 2008 | Igrzyska olimpijskie                   | Pekin      | dziesięciobój | 5. miejsce  | 8253 pkt. |
| 2009 | Superliga pucharu Europy w wielobojach | Szczecin   | dziesięciobój | 4. miejsce  | 8209 pkt. |
| 2009 | Mistrzostwa świata                     | Berlin     | dziesięciobój | 12. miejsce | 8204 pkt. |
| 2010 | Superliga pucharu Europy w wielobojach | Tallinn    | dziesięciobój | 1. miejsce  | 8313 pkt. |
| 2010 | Mistrzostwa Europy                     | Barcelona  | dziesięciobój | 1. miejsce  | 8453 pkt. |
| 2011 | Mistrzostwa świata                     | Daegu      | dziesięciobój | 11. miejsce | 8134 pkt. |
| 2015 | Superliga pucharu Europy w wielobojach | Aubagne    | dziesięciobój | 3. miejsce  | 8007 pkt. |
| 2016 | Mistrzostwa Europy                     | Amsterdam  | dziesięciobój | 6. miejsce  | 8002 pkt. |